# Nathan Brown (rugby à XIII, 1993)
Pour les articles homonymes, voir Nathan Brown et Brown.

a Compétitions nationales et continentales officielles uniquement.

b Matchs officiels uniquement.
Nathan Brown, né le 1er mars 1993 à Fairfield (Australie), est un joueur de rugby à XIII australien d'origine italienne évoluant au poste de deuxième ligne, de troisième ligne ou de pilier dans les années 2010.
Il fait ses débuts en National Rugby League (« NRL ») avec les Wests Tigers lors de la saison 2013 avant de jouer pendant deux saisons aux Rabbitohs de South Sydney et de rejoindre les Eels de Parramatta. Il dispute la Coupe du monde de rugby à XIII 2017 avec la sélection italienne, et remporte deux ans plus tard la Coupe du monde de rugby à neuf en 2019 avec cette fois-ci l'Australie.

## Palmarès
- Collectif :
  - Vainqueur de la Coupe du monde de rugby à neuf : 2019 (Australie).
  - Finaliste de la National Rugby League : 2022 (Parramatta).

### En club

#### Statistiques
| Saison | Club                   | Compétition           | Matchs | Points | Essais | Goals | Drops |
| ------ | ---------------------- | --------------------- | ------ | ------ | ------ | ----- | ----- |
| 2013   | Wests Tigers           | National Rugby League | 1      | -      | -      | -     | -     |
| 2014   | Wests Tigers           | National Rugby League | 0      | -      | -      | -     | -     |
| 2015   | South Sydney Rabbitohs | National Rugby League | 7      | -      | -      | -     | -     |
| 2016   | South Sydney Rabbitohs | National Rugby League | 21     | 4      | 1      | -     | -     |
| 2017   | Parramatta Eels        | National Rugby League | 25     | 4      | 1      | -     | -     |
| 2018   | Parramatta Eels        | National Rugby League | 15     | 4      | 1      | -     | -     |
| 2019   | Parramatta Eels        | National Rugby League | 13     | -      | -      | -     | -     |
| 2020   | Parramatta Eels        | National Rugby League | 18     | 4      | 1      | -     | -     |
| 2021   | Parramatta Eels        | National Rugby League | 0      | -      | -      | -     | -     |